# Almen Kirkegård
Almen Kirkegård er en kirkegård beliggende mellem Hasserisgade og Kong Christians Allé i Aalborg.
Almen Kirkegårds historie kan føres tilbage til slutningen af Middelalderen. Kirkegårdens væg ud mod Hasserisgade er indrettet som urnemur. Kapellet blev opført i 1891 i nyromansk stil og tegnet af arkitekt H.A. Boss.
- Kapellet

## Kendte begravet på kirkegården
- Frands Thestrup
- Ole Nielsen Føltved
- Louis le Normand de Bretteville
- Morten Nielsen
- William Halling
- Albrecht Christian Johansen Myhre
- Emanuel Tauber
- Peter Christian Kierkegaard
- Niels Erik Vangsted
- Iacob Kjellerup
- Heinrich Tønnies
- Christian Zinck
- Christoffer Strøyberg
- Marie Rée
- Poul Pagh
- Christen Winther Obel
- Einar Packness
- Niels Peter Vang
- Niels August Eigenbroth
- Jørgen Berthelsen
- Henning Smith
- Harald Jensen
- Erik Jensen
- Vilhelm Lassen
- Marie Lassen
- Immanuel Stuhr
- William Stuhr
- Kathrine Ulkær
- Bernhard Thorsen
- Marius Andersen
- Gerhard Sophus Nielsen
- Bernhard Wosylus
- Jens Jørgen Brinch
- Harald Brix